# أليخاندرو ألفارادو جونيور
أليخاندرو ألفارادو جونيور (بالإنجليزية: Alejandro Alvarado Jr.)‏ هو لاعب كرة قدم أمريكي في مركز الوسط، ولد في 29 يوليو 2003 في لوس أنجلوس في الولايات المتحدة. لعب مع لوس انجلوس غالاكسي 2.

## وصلات خارجية
- أليخاندرو ألفارادو جونيور على موقع الدوري الأمريكي (الإنجليزية)
- أليخاندرو ألفارادو جونيور على موقع قاعدة بيانات كرة القدم.إي يو (الإنجليزية)
- أليخاندرو ألفارادو جونيور على موقع Soccerway.com (الإنجليزية)